# Jakob Carova
Jakob Carova (Jacopo Carove) (XVII wiek-XVIII wiek) – architekt i mistrz budowlany doby baroku pochodzenia włoskiego.

## Życiorys
Przybył z Włoch w połowie XVII wieku na ziemię kłodzką razem ze swoim ojcem Andreą. Uczęszczał do Kolegium Jezuickiego w Kłodzku. Do jego głównych prac należą m.in. budowa pałacu w Korytowie, przebudowa twierdzy kłodzkiej (1680–1702), barokizacja siedzib rodu Althannów: zamku w Międzylesiu i pałacu w Wilkanowie (1696–1701); kościoły w: Gorzanowie (1676), Starej Łomnicy (1685), Wilkanowie (1697–1701), Nowej Wsi (1702–1704).

## Galeria

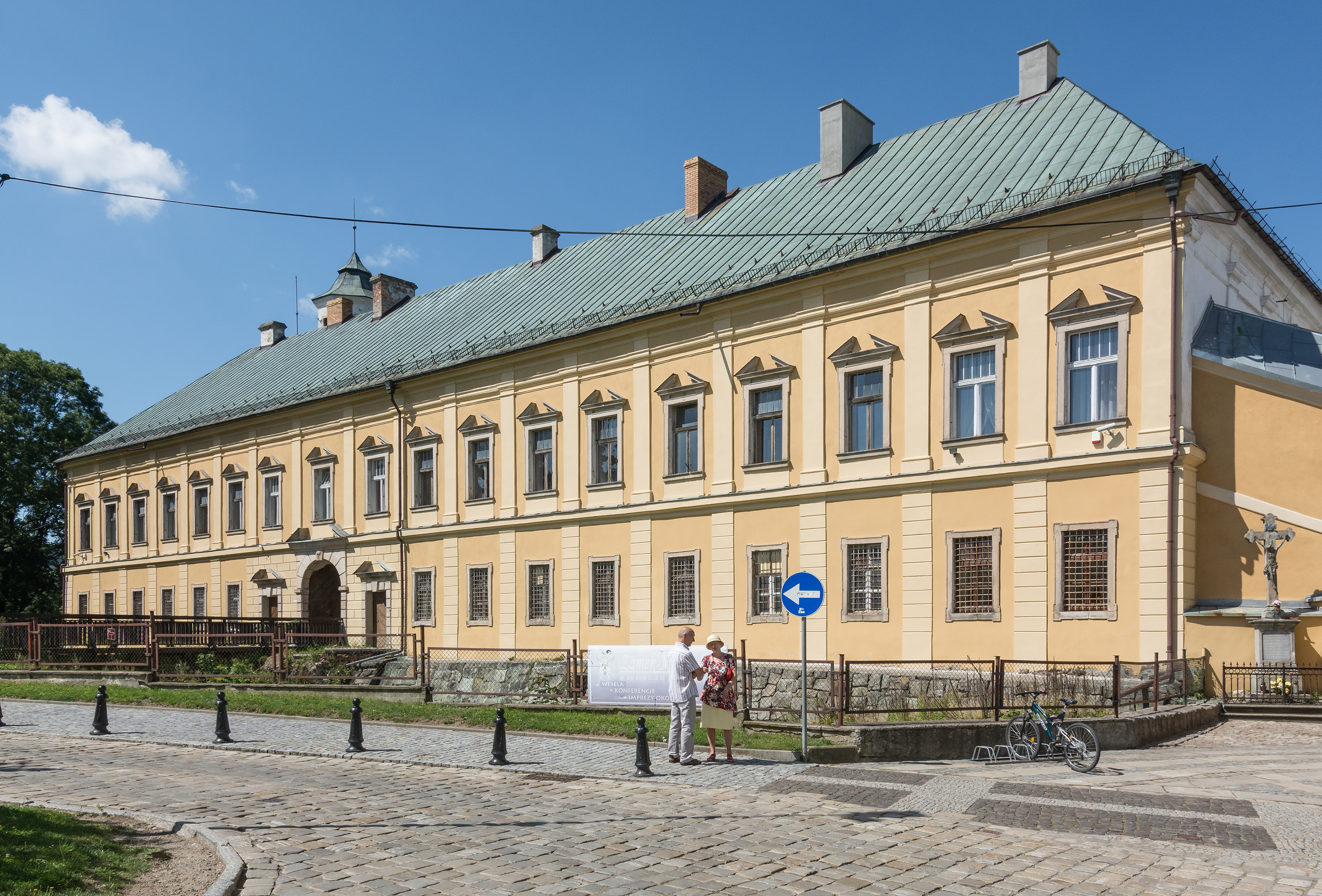
Zamek Althannów w Międzylesiu
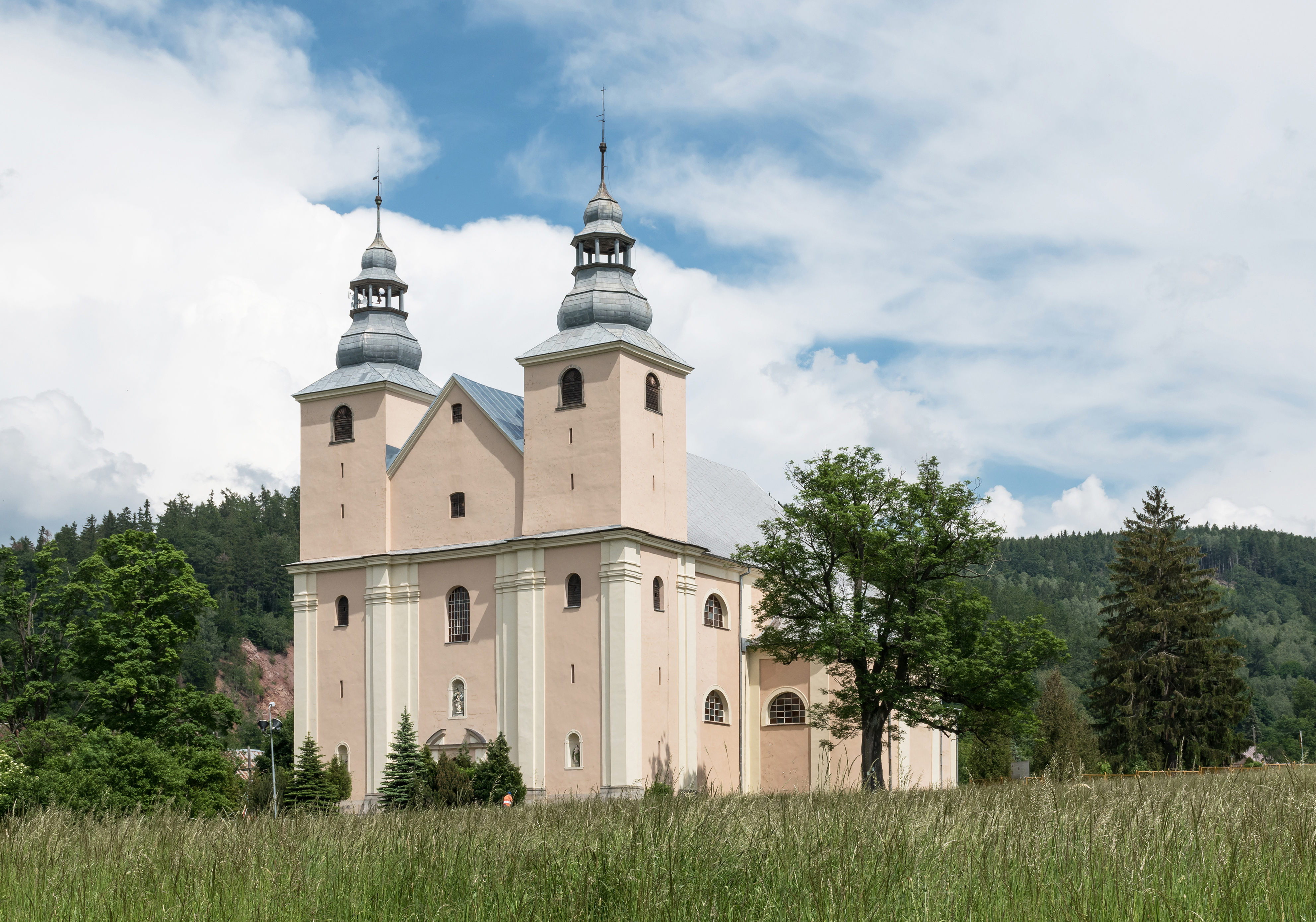
Kościół Wniebowzięcia NMP w Nowej Wsi
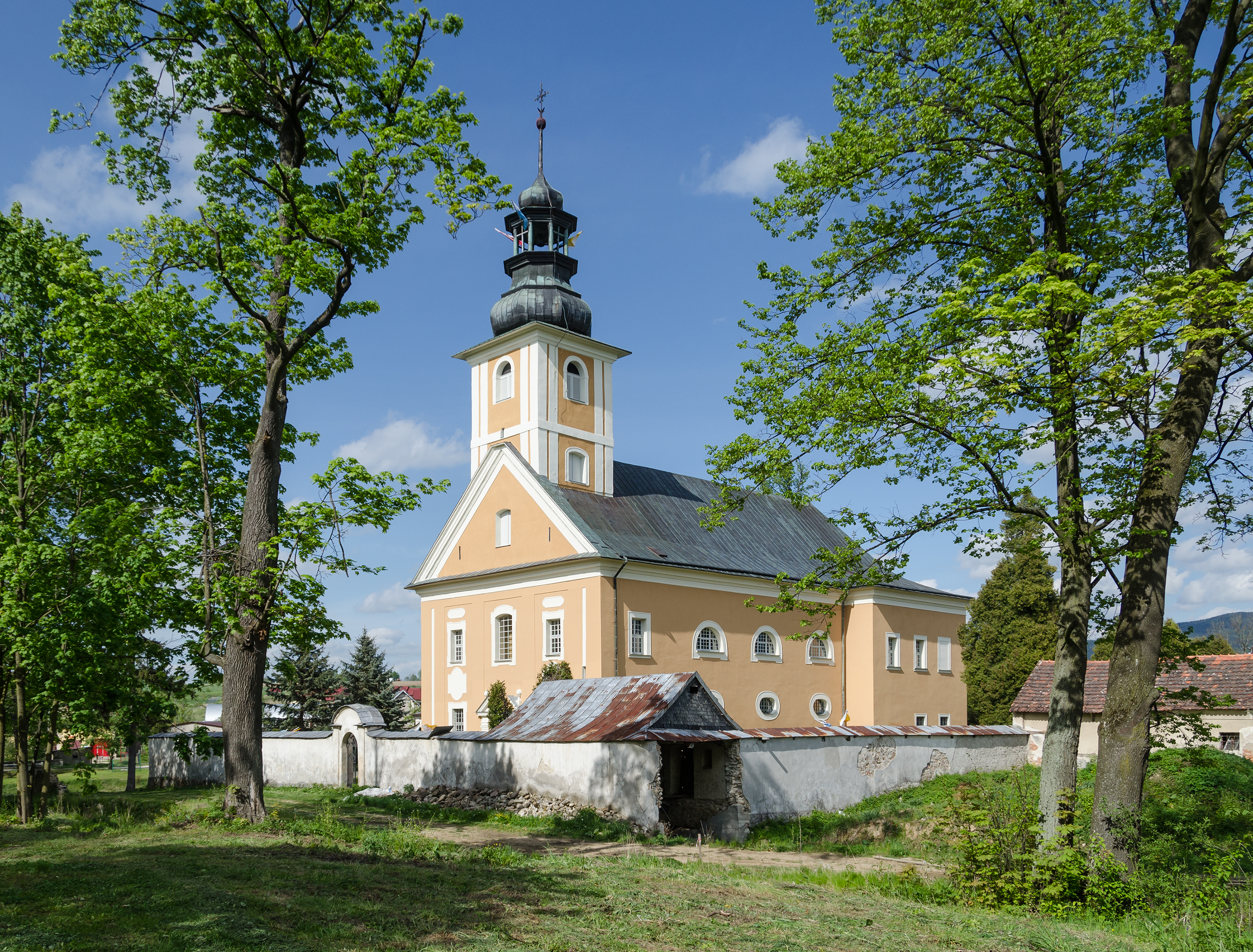
Kościół św. Jerzego w Wilkanowie
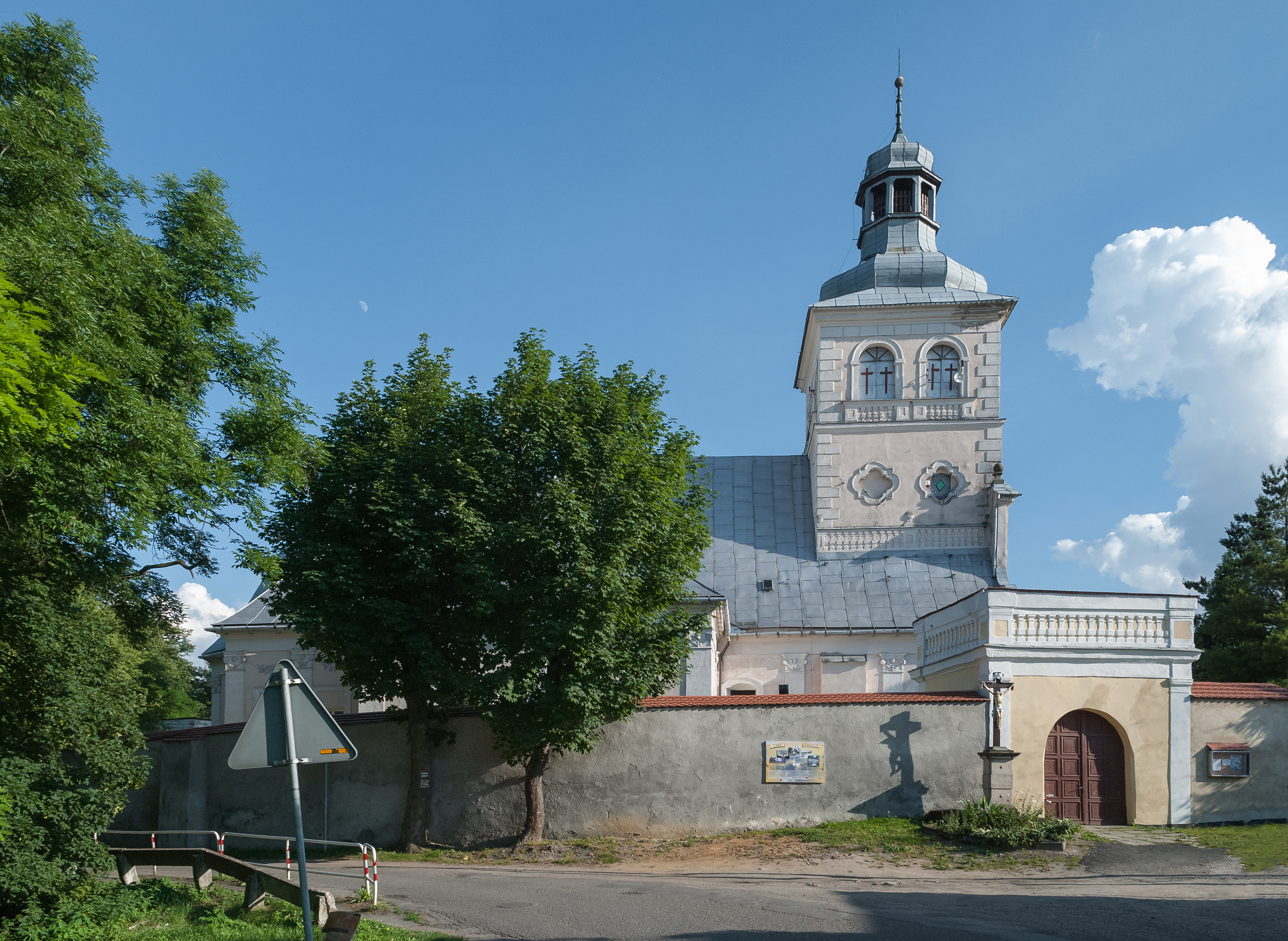
Kościół św. Marii Magdaleny w Gorzanowie
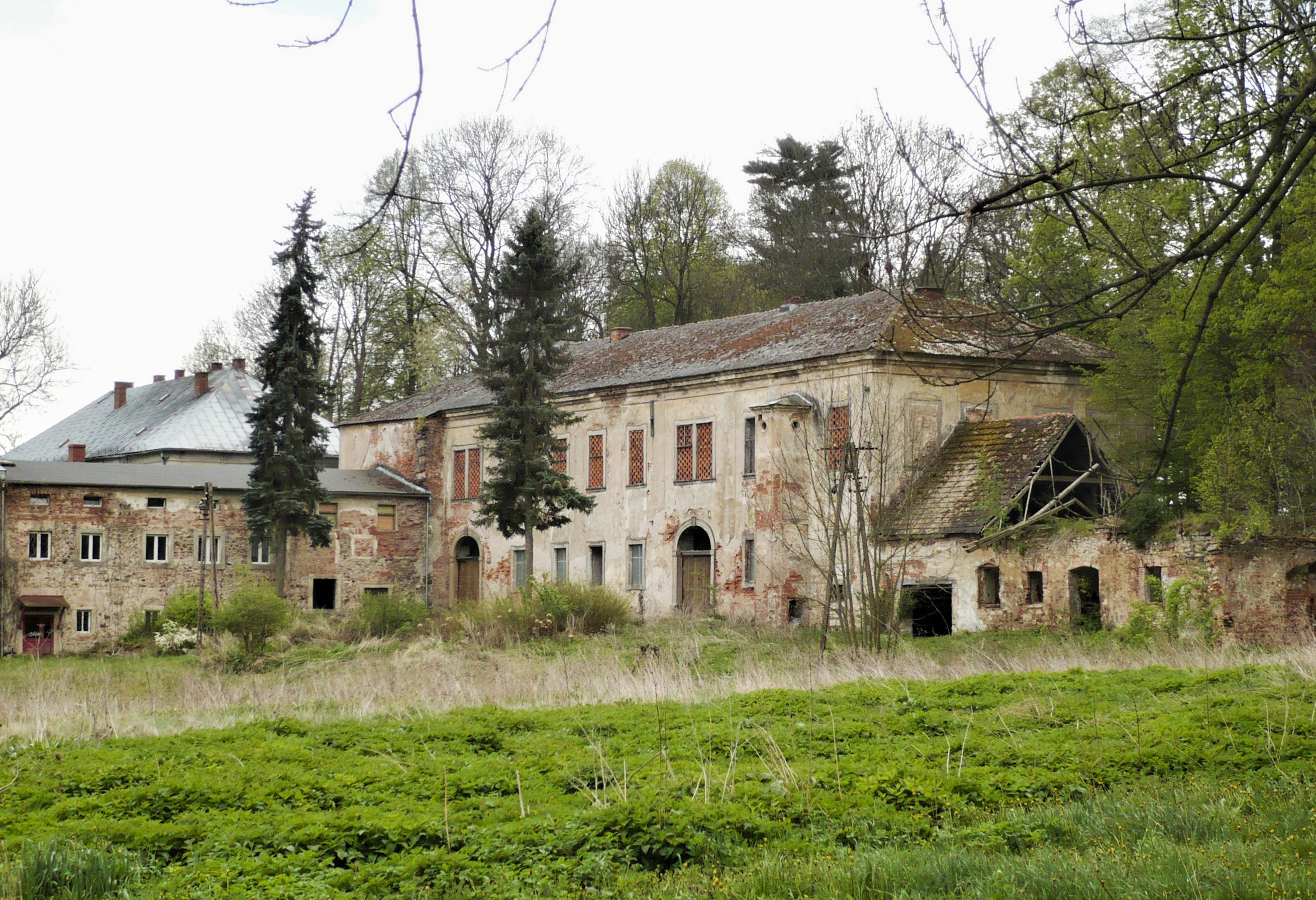
Pałac w Korytowie
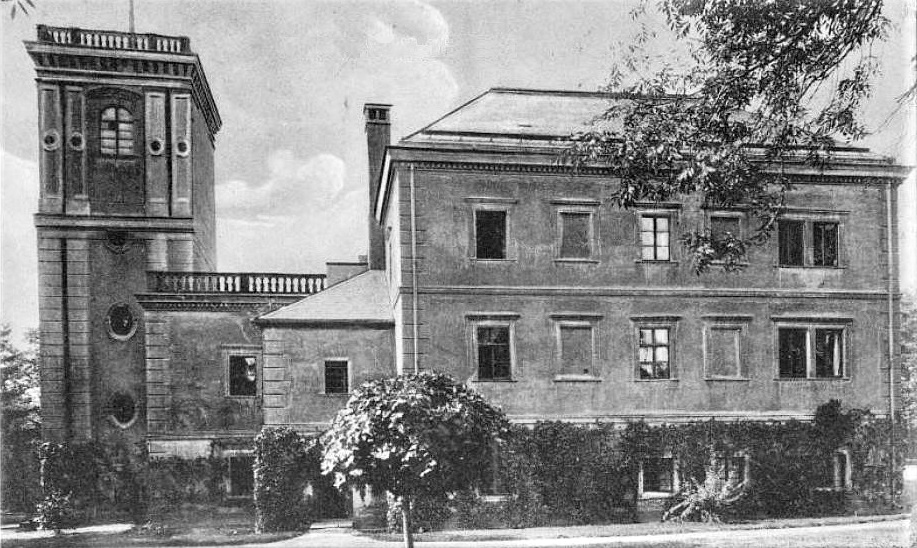
Dwór w Nowej Rudzie-Słupcu